# Misumenops khandalaensis
Misumenops khandalaensis är en spindelart som beskrevs av Benoy Krishna Tikader 1965. Misumenops khandalaensis ingår i släktet Misumenops och familjen krabbspindlar. Inga underarter finns listade i Catalogue of Life.